# Enea Scala
Enea Scala (Ragusa, 19 maggio 1979) è un tenore italiano.

## Biografia
L'aver cantato in alcuni cori da adolescente lo ha portato a coltivare la voce. Ha preso lezioni di canto e ascoltato registrazioni d'opere.  Si è poi trasferito a Bologna per studiare presso il Conservatorio Giovanni Battista Martini.
Ha debuttato al Teatro Comunale di Bologna nel 2006 ed ha cantato in ruoli come quello di Lindoro ne L'italiana in Algeri. È apparso nel ruolo di Alberto in L'occasione fa il ladro al Rossini Opera Festival di Pesaro.  Con il ruolo principale di L'amico Fritz di Mascagni, quello di Alfredo ne La traviata Verdi e Fenton in Falstaff di Verdi, si è poi avvicinato a personaggi più lirici. Il suo primo ruolo in tedesco è stato Alfred in Die Fledermaus di Johann Strauss alla Deutsche Oper di Berlino. Ha cantato il ruolo di Argirio nel Tancredi di Rossini alla Monnaie di Bruxelles, quello di Idreno in Semiramide al Gran Teatro La Fenice di Venezia e quello del duca di Mantova nel Rigoletto di Verdi all'Opéra municipal de Marseille e all'Opera di Macerata.
Nel 2015 ha cantato per la prima volta alla Royal Opera House di Londra nel ruolo di Ruodi nel Guglielmo Tell di Rossini.  Si è esibito nel ruolo di Alfredo alla New Zealand Opera nel 2017.  A settembre 2019, è apparso nel ruolo del protagonista in Otello di Rossini all'Oper Frankfurt, al fianco di Nino Machaidze nel ruolo di Desdemona
. L'opera richiede almeno cinque tenori, dei quali tre devono eseguire colorature impegnative. Un critico ha definito la sua voce potente con un timbro leggermente scuro e note acute ("... kräftigem, leicht dunkel eingefärbtem Tenor, der in den Höhen eine enorme Durchschlagskraft besitzt").  Un altro ha descritto la brillantezza dei suoi colori fino ad altezze "stratosferiche" e ha notato la sua convincente rappresentazione drammatica del personaggio.
È specializzato nel belcanto e noto, a livello internazionale, come interprete di ruoli di Rossini come Rinaldo in Armida, Argirio in Tancredi, Pirro in  Ermione, Idreno in Semiramide e il protagonista in Otello
In anni più recenti si è particolarmente concentrato su opere serie di Donizetti, interpretando il principale ruolo tenorile nella cosiddetta trilogia delle regine (Anna Bolena ,Robert Devereux, Maria Stuarda ) e Gennaro nella Lucrezia Borgia (2025, Opera di Roma).

## Registrazioni
Scala ha interpretato, nel 2014, il ruolo del conte Belfiore in La finta giardiniera di Mozart in una produzione dell'Opéra de Lille registrata in DVD, con Emmanuelle Haïm alla direzione del Concerto d'Astrée.  In una registrazione del 2015 di  Armida, Scala interpretato il ruolo principale di Rinaldo. Un critico ha definito la sua "voce squillante", specialmente in un trio di tenori descritti come voci "fluide e clamorose". 
Nel 2016, si è esibito in una produzione della BBC della prima opera di Bellini, Adelson e Salvini, in un ruolo da protagonista con la BBC Symphony Orchestra diretta da Daniele Rustioni. La produzione è stata registrata.

## Repertorio
| Ruolo                             | Titolo                                   | Autore     |
| --------------------------------- | ---------------------------------------- | ---------- |
| Salvini                           | Adelson e Salvini                        | Bellini    |
| Corasmino                         | Zaira                                    | Bellini    |
| Elvino                            | La sonnambula                            | Bellini    |
| Arturo Talbo                      | I puritani                               | Bellini    |
| Énée                              | Les Troyens                              | Berlioz    |
| Guglielmo Antolstoinoloff         | Le convenienze ed inconvenienze teatrali | Donizetti  |
| Cadmo                             | Il diluvio universale                    | Donizetti  |
| Nemorino                          | L'elisir d'amore                         | Donizetti  |
| Edgardo Ravenswood                | Lucia di Lammermoor                      | Donizetti  |
| Roberto Leicester                 | Maria Stuarda                            | Donizetti  |
| Henri de Bruges                   | Le duc d'Albe                            | Donizetti  |
| Ernesto                           | Don Pasquale                             | Donizetti  |
| Gerardo                           | Caterina Cornaro                         | Donizetti  |
| Il Tempo                          | Il trionfo del tempo e del disinganno    | Händel     |
| Sempronio                         | Lo speziale                              | Haydn      |
| Marchese Enrico                   | La vera costanza                         | Haydn      |
| Léopold                           | La Juive                                 | Halévy     |
| Il matto                          | Paolo e Francesca                        | Mancinelli |
| Fritz Kobus                       | L'amico Fritz                            | Mascagni   |
| Egeo                              | Medea in Corinto                         | Mayr       |
| Raoul de Nangis                   | Les Huguenots                            | Meyerbeer  |
| Contino Belfiore                  | La finta giardiniera                     | Mozart     |
| Arbace                            | Idomeneo                                 | Mozart     |
| Don Ottavio                       | Don Giovanni                             | Mozart     |
| Ferrando                          | Così fan tutte                           | Mozart     |
| Hoffmann                          | Les contes d'Hoffmann                    | Offenbach  |
| Rinuccio                          | Gianni Schicchi                          | Puccini    |
| Pang                              | Turandot                                 | Puccini    |
| A sailor A spirit                 | Dido and Æneas                           | Purcell    |
| Athlete Mercure                   | Castor et Pollux                         | Rameau     |
| Gonzalve                          | L'Heure espagnole                        | Ravel      |
| Cavalier Giocondo                 | La pietra del paragone                   | Rossini    |
| Conte Alberto                     | L'occasione fa il ladro                  | Rossini    |
| Argirio                           | Tancredi                                 | Rossini    |
| Lindoro                           | L'italiana in Algeri                     | Rossini    |
| Albazar Don Narciso               | Il turco in Italia                       | Rossini    |
| Radoski                           | Sigismondo                               | Rossini    |
| Conte d'Almaviva                  | Il barbiere di Siviglia                  | Rossini    |
| Otello                            | Otello                                   | Rossini    |
| Don Ramiro                        | La Cenerentola                           | Rossini    |
| Rinaldo                           | Armida                                   | Rossini    |
| Mambre Osiride                    | Mosè in Egitto                           | Rossini    |
| Pilade Pirro                      | Ermione                                  | Rossini    |
| Carlo                             | Eduardo e Cristina                       | Rossini    |
| Rodrigo di Dhu                    | La donna del lago                        | Rossini    |
| Antenore                          | Zelmira                                  | Rossini    |
| Idreno                            | Semiramide                               | Rossini    |
| Cavalier Belfiore Conte Libenskof | Il viaggio a Reims                       | Rossini    |
| Arnold Melchtal Ruodi             | Guillaume Tell                           | Rossini    |
| Fadinard                          | Il cappello di paglia di Firenze         | Rota       |
| Alfred                            | Die Fledermaus                           | Strauss    |
| Duca di Mantova                   | Rigoletto                                | Verdi      |
| Alfredo Germont                   | La traviata                              | Verdi      |
| Un capitano                       | Simon Boccanegra                         | Verdi      |
| Fenton                            | Falstaff                                 | Verdi      |